# 三島大湯坐
三島 大湯坐（みしま の おおゆざ/おおゆえ）は、奈良時代の皇族・貴族。始め大湯坐王を名乗るが、臣籍降下し氏姓は三島真人。舒明天皇の皇子・蚊屋皇子の後裔、无位・猪名部王の子。官位は従五位下・駿河守。

## 経歴
孝謙朝の天平勝宝3年（751年）父・猪名部王や弟・堤王らと共に臣籍降下して、三島真人姓を与えられる。
宝亀9年（778年）従五位下・正親正に叙任されると、天応元年（781年）治部少輔、延暦2年（783年）宮内少輔と光仁朝末から桓武朝初頭にかけて京官を務める。延暦3年（784年）因幡介に転じると、延暦4年（785年）三河介、延暦7年（788年）駿河守と一転して地方官を歴任した。

## 官歴
『続日本紀』による。
- 天平勝宝3年（751年） 正月27日：臣籍降下（三島真人）
- 時期不詳：正六位上
- 宝亀9年（778年） 正月16日：従五位下。8月20日：正親正
- 天応元年（781年） 5月25日：治部少輔
- 延暦2年（783年） 11月12日：宮内少輔
- 延暦3年（784年） 4月30日：因幡介
- 延暦4年（785年） 7月29日：三河介
- 延暦7年（788年） 7月25日：駿河守